# POU1F1
POU1F1 (англ. POU class 1 homeobox 1) – білок, який кодується однойменним геном, розташованим у людей на короткому плечі 3-ї хромосоми. Довжина поліпептидного ланцюга білка становить 291 амінокислот, а молекулярна маса — 32 912.
| 10         |  | 20         |  | 30         |  | 40         |  | 50         |
| ---------- |  | ---------- |  | ---------- |  | ---------- |  | ---------- |
| MSCQAFTSAD |  | TFIPLNSDAS |  | ATLPLIMHHS |  | AAECLPVSNH |  | ATNVMSTATG |
| LHYSVPSCHY |  | GNQPSTYGVM |  | AGSLTPCLYK |  | FPDHTLSHGF |  | PPIHQPLLAE |
| DPTAADFKQE |  | LRRKSKLVEE |  | PIDMDSPEIR |  | ELEKFANEFK |  | VRRIKLGYTQ |
| TNVGEALAAV |  | HGSEFSQTTI |  | CRFENLQLSF |  | KNACKLKAIL |  | SKWLEEAEQV |
| GALYNEKVGA |  | NERKRKRRTT |  | ISIAAKDALE |  | RHFGEQNKPS |  | SQEIMRMAEE |
| LNLEKEVVRV |  | WFCNRRQREK |  | RVKTSLNQSL |  | FSISKEHLEC |  | R          |

A: Аланін

C: Цистеїн

D: Аспарагінова кислота

E: Глутамінова кислота

F: Фенілаланін

G: Гліцин

H: Гістидин

I: Ізолейцин

K: Лізин

L: Лейцин

M: Метіонін

N: Аспарагін

P: Пролін

Q: Глутамін

R: Аргінін

S: Серин

T: Треонін

V: Валін

W: Триптофан

Кодований геном білок за функцією належить до активаторів. 
Задіяний у таких біологічних процесах як транскрипція, регуляція транскрипції, поліморфізм, альтернативний сплайсинг. 
Білок має сайт для зв'язування з ДНК. 
Локалізований у ядрі.